# Puccinia caricis-shepherdiae
Puccinia caricis-shepherdiae är en svampart som beskrevs av Davis 1924. Puccinia caricis-shepherdiae ingår i släktet Puccinia och familjen Pucciniaceae.   Inga underarter finns listade i Catalogue of Life.